# Efrata
Efrata, ou Efrate, (em hebraico: אפרת \ ה) é uma tribo ou lugar bíblico.
A primeira menção de Efrata ocorre em Gênesis 35:16 e 48:7 em referência ao local onde Raquel morreu ao dar à luz a Benjamim e ser enterrada na estrada de Betel. Uma tradição muito antiga é a Efrata que se refere a Belém e, portanto, onde morreu no caminho até lá, refletida pelo antigo túmulo de Raquel na entrada da cidade.
No entanto, alguns estudiosos modernos têm situado este local mais próximo a Betel, nos arredores de Ramala, baseado em versos de I Samuel e Jeremias. O principal candidato de acordo com este ponto de vista é um local conhecido em árabe como "kubur Israil beni"("enterro dos filhos de Israel"), e fica ao lado do uádi de Fará, cujo nome lembra "Efrata".
Durante grande parte da bíblia, Efrata é uma descrição dos membros da tribo israelita de Efraim, assim como para os possíveis fundadores de Belém.
O nascimento de Jesus em Belém, nas proximidades do território de ou "para Efrata" (Belém Efrata) sempre foi considerado pelos cristãos como o cumprimento da profecia de Miqueias (5:2) [5:1 na contagem judaica:
"E tu, Belém Efrata, posto que pequena entre os milhares de Judá, de ti me sairá o que governará em Israel, e cujas saídas são desde os tempos antigos, desde os dias da eternidade."
Efrata era a esposa de Calebe (filho de Hezrom) e mãe de Hur (I Crônicas 2:19; I Crônicas 2:50 e I Crônicas 4:4). Segundo a tradição judaica este era um outro nome para Miriam.

## Nomes geográficos
Algumas localidades modernas receberam o nome depois de Efrata:
- O assentamento israelense de Efrat, perto de Belém
- A cidade de Ephrata, na Pensilvânia
- A cidade de Efrata, em Nova Iorque
- A cidade de Ephrata, Washington